# 마녀의 산 (1995년 영화)
《마녀의 산》(영어: Escape to Witch Mountain)은 미국에서 제작된 피터 레이더 감독의 1995년 가족 모험 텔레비전 영화이다. 1975년 동명 영화를 리메이크하였다. 로버트 본 등이 출연하였고, 조앤 밴혼 등이 제작에 참여하였다. 이 영화는 1994년 9월 방송사 ABC를 통해 당 채널에서 상영될 디즈니 영화 리메이크 4편 가운데 하나로 발표되었다. 이 영화는 월트 디즈니 텔레비전이 제작하였으며 1995년 4월 29일 ABC 패밀리 무비로 첫 방송되었다.

## 출연진
- 엘리자베스 모스
- 에릭 본데튼
- 페리 리브스
- 로버트 본
- 린 무디
- 샘 호리건
- 로런 톰
- 빈센트 스키어벨리
- 헨리 깁슨
- 케빈 타이
- 브래드 도리프
- 존 페틀록
- 베스 콜트
- 제프리 램퍼트
- 레이 라이킨스

## 기타 제작진
- 미술: 페그 매클렐런
- 의상: 톰 브론슨

## 같이 보기
- 마녀의 산 (1975)
- 마녀의 산 2 (1978)
- 윗치 마운틴 (2009)
- 알렉산더 케이